# Hotkovci (Glamoč, BiH)
Hotkovci su naseljeno mjesto u općini Glamoč, Federacija Bosne i Hercegovine, BiH.

## Povijest
Nakon potpisivanja Daytonskog mirovnog sporazuma izdvojeno je istoimeno naseljeno mjesto koje je pripalo općini Šipovo koja je ušla u sastav Republike Srpske.

## Stanovništvo
Nacionalni sastav stanovništva 1991. godine, bio je sljedeći:
ukupno: 106
- Srbi - 105 (99,05%)
- Jugoslaveni - 1 (0,94%)

### 2013.
Nacionalni sastav stanovništva 2013. godine, bio je sljedeći:
ukupno: 5
- Srbi - 5 (100%)

## Vanjske poveznice
- Satelitska snimka  Arhivirana inačica izvorne stranice od 27. veljače 2012. (Wayback Machine)